# Laluenga
Laluenga (aragónul A Luenga) település Spanyolországban, Huesca tartományban. Laluenga Barbastro, Berbegal, Laperdiguera, Pertusa, Barbuñales, Lascellas-Ponzano, Peraltilla és Castillazuelo községekkel határos. Lakosainak száma 207 fő (2024).

## Népesség
A település népessége az utóbbi években az alábbiak szerint változott:
| Lakosok száma | 268  | 248  | 244  | 233  | 216  | 216  | 211  | 197  | 194  | 207  |
|               | 2001 | 2004 | 2006 | 2009 | 2011 | 2014 | 2016 | 2019 | 2021 | 2024 |